# بيرت ميلر
بيرت ميلر (بالإنجليزية: Bertie Miller)‏ (25 يناير 1949 بدنفيرملين في المملكة المتحدة - ) هو لاعب كرة قدم بريطاني في مركز الوسط. لعب مع ريث روفرز ونادي أبردين ونادي رينجرز ونادي إيست فيف ونادي مونتروز لكرة القدم ونادي كاودينبيث لكرة القدم.

## وصلات خارجية
- بيرت ميلر على موقع قاعدة بيانات كرة القدم.إي يو (الإنجليزية)